# Niclas Trouvé
Niclas Trouvé (Danderyd, Svédország, 1966. július 1. –) svéd diplomata, Svédország magyarországi nagykövete volt 2014 és 2019 között.

## Pályafutása
Diplomáját a Stockholmi Közgazdaságtudományi Egyetemen (Handelshögskolan i Stockholm) szerezte, majd a Stockholmi Egyetemen politológiai és politikatörténeti, a Pennsylvaniai Egyetemen pedig nemzetközi pénzügy és marketing szakirányon tanult. 1992-ben lépett a svéd külügyminisztérium szolgálatába. Kezdetben a minisztériumban, majd Svédország Helsinki, később a tallinni és Delhi nagykövetségén látott el diplomáciai feladatokat beosztottként. Nagykövetként először Svédország bagdadi nagykövetségén szolgált 2006 és 2010 között, ahol az Öbölháború után a nagykövetség újranyitását is irányította. Ezt követően 2014-ig Svédország afganisztáni és pakisztáni különmegbízottja volt.
A Külügyminisztérium európai biztonságpolitikai ügyekért felelős igazgatóhelyettese és a Svéd Parlament, a Riksdag védelmi bizottságának szakértője volt. A svéd hadseregben is szolgálatot teljesített, őrnagyi rangban szerelt le.
2014. augusztus 14-én nevezték ki Svédország budapesti nagykövetének (megbízólevelét 2014. október 13-án adta át Áder Jánosnak). Nagykövetként elsősorban a svéd-magyar gazdasági kapcsolatok fellendítésén fáradozott, de Petri Tuomi-Nikula finn nagykövettel közösen szemináriumsorozatot indítottak a magyarországi sajtószabadság helyzetéről is. 2019. május 29-én tették közzé, hogy Niclas Trouvét Svédország rijádi (Szaúd-Arábia) képviseletére nevezik ki nagykövetnek, állomáshelyét 2019. szeptember 1-jén foglalja el. Kinevezett utóda Dag Hartelius.